# Oh Yeah!
Oh Yeah! è il dodicesimo album dei KC and the Sunshine Band.